# 10063 Erinleeryan
10063 Erinleeryan è un asteroide della fascia principale. Scoperto nel 1988, presenta un'orbita caratterizzata da un semiasse maggiore pari a 3,9806041 au e da un'eccentricità di 0,0324603, inclinata di 2,98699° rispetto all'eclittica.
L'asteroide è dedicato alla ricercatrice statunitense Erin Lee Ryan.